# Приозерье (Калининградская область)
Приозерье — посёлок в Славском районе Калининградской области. Входит в состав Славского городского поселения.

## Население
| 2002 | 2010 |
| ---- | ---- |
| 349  | ↗356 |

## История
Населенный пункт Аргендорф в 1946 году был переименован в поселок Приозерье.